# Vista del Niàgara
Vista del Niàgara és una obra d'Albert Bierstadt, datada circa 1869. Albert Bierstadt fou un pintor nord-americà, pertanyent a l'anomenada Escola del Riu Hudson.

## Tema de l'obra
Les Cascades del Niàgara (en anglès Niagara Falls) són un grup de cascades formades pel riu Niàgara en la zona oriental de l'Amèrica del Nord, a la frontera entre els Estats Units i el Canadà. Tot i que potser havien estat visitades anteriorment per alguna persona europea, fou el missioner franciscà Louis Hennepin que primer les va descriure i va publicar-ne l'existència.

## Anàlisi de l'obra
Oli sobre paper; 1869 ; Col·lecció privada. Signat a la part inferior esquerra "A.Bierstadt "
Aquesta elaborada obra té el carácter d'un esbós realitzat al plenairisme, i el fet que estigui realitzat sobre paper reforça aquesta idea. Cal remarcar que a aquesta obra les fulles dels arbres són verdes, la qual cosa suggereix una data de temperatura encara moderada. Bierstadt va retornar d'Europa la tardor del 1869, i en aquestes dates degué visitar les Cascades del Niágara, però també hi ha constància d'una visita de Bierstadt al Niágara el setembre de 1865.
Tot i que Bierstadt va realitzar diverses obres sobre les cascades del Niágara, no en va pintar cap de gran format, segurament perquè considerava que Frederic Edwin Church ja havia realitzat una excel·lent pintura de gran escala sobre aquest tema. Tanmateix, Bierstadt demostra en aquesta petita obra una capacitat de donar grandiositat a l'escena, assolint uns magnífics resultats. Uns estudis de John Frederick Kensett realitzats la década de 1850 sobre aquest tema, adopten també un punt de vista elevat, i són un interessant precedent d'aquesta obra de Bierstdat.